# City of Randwick
City of Randwick – jeden z 38 obszarów samorządu terytorialnego wchodzących w skład aglomeracji Sydney, największego zespołu miejskiego Australii. Randwick leży we wschodniej części Sydney, nad samym Pacyfikiem. Obszar jest zamieszkiwany przez 119 884 osób (2006) i liczy 36 km² powierzchni. 

## Geograficzny podział City of Randwick
| - Centennial Park - Chifley - Clovelly - Coogee - Kensington - Kingsford - La Perouse - Little Bay | - Malabar - Maroubra - Maroubra Junction - Matraville - Phillip Bay - Port Botany - Ranwick - South Coogee |

## Galeria

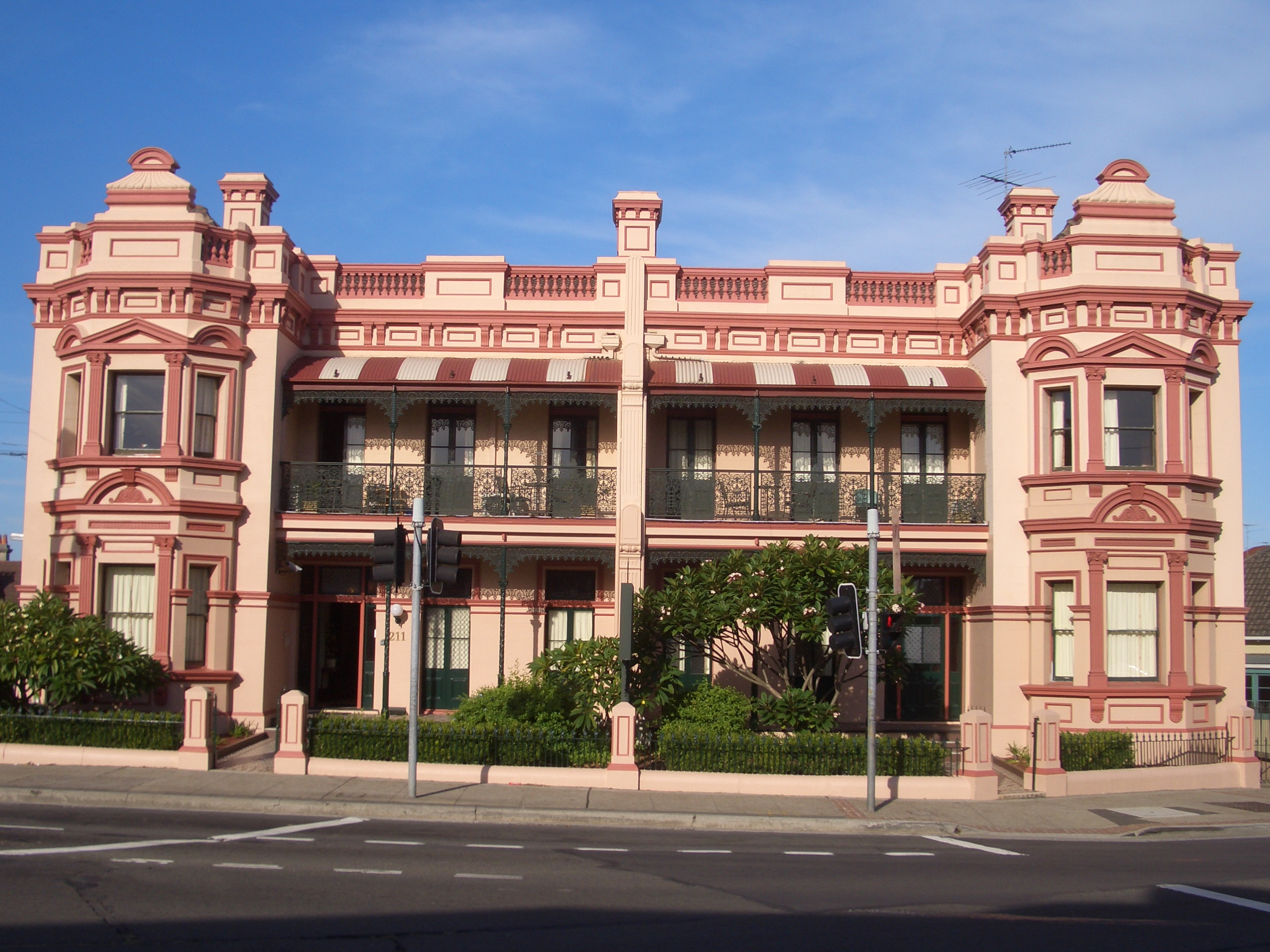
Hotel Randwick Lodge
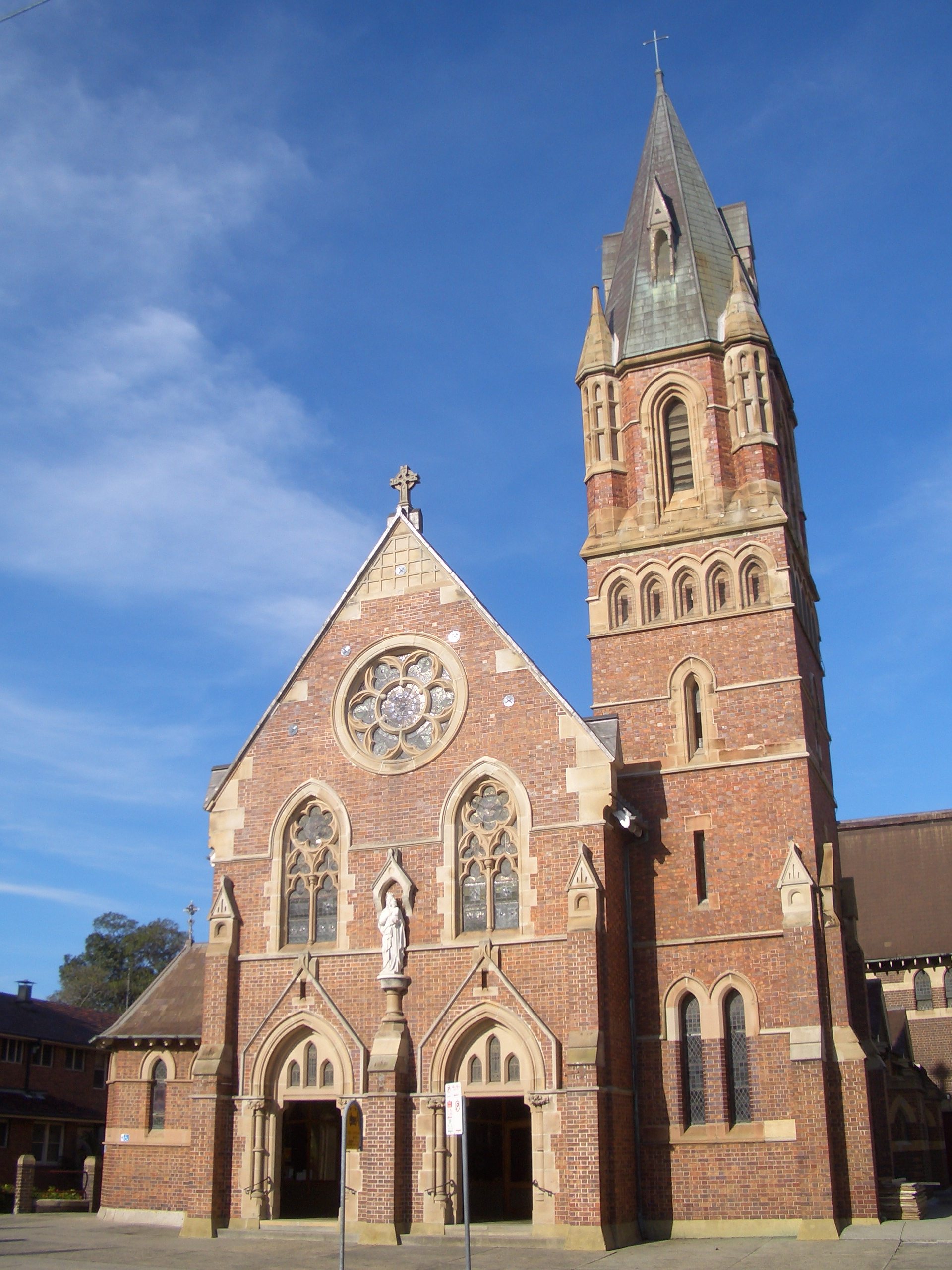
Kościół Naszej Pani Świętego Serca
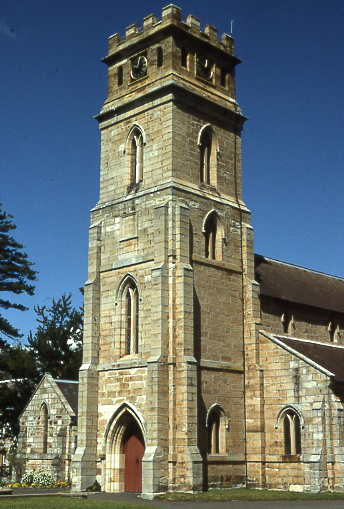
Kościół św. Judy